# Hephaestus obtusifrons
Hephaestus obtusifrons är en fiskart som först beskrevs av Gerlof Fokko Mees och Kailola, 1977.  Hephaestus obtusifrons ingår i släktet Hephaestus och familjen Terapontidae. IUCN kategoriserar arten globalt som otillräckligt studerad. Inga underarter finns listade i Catalogue of Life.